# Coordination nationale pour l'avortement libre et gratuit
La Coordination nationale pour l'avortement libre et gratuit (CNALG), organisation québécoise active de 1978 à 1982, a réuni des militantes impliquées dans les comités féministes du Parti québécois, des représentantes syndicales et des travailleuses sociales des organismes communautaires et des CLSC. Sa mission fut de rendre accessible l’avortement et de rassembler les organisations féministes militantes locales et à l’échelle nationale.

## Contexte de création
Au début des années 1970, des étudiantes de l’Université McGill publient le premier manuel de contraception québécois, à la suite de l’émergence des luttes en faveur de l’avortement aux États-Unis. La réponse des femmes à la brochure est fulgurante, révélant leur besoin d’être guidées et l’abondance des avortements clandestins. Un « service de référence » voit le jour, celui-ci permettant aux femmes de se rencontrer pour discuter et recevoir de l’information sur l’avortement, et aussi à les orienter vers les ressources adaptées à leurs besoins. Ce service, pris en charge par plusieurs groupes tels que le Comité de lutte pour l’avortement libre et gratuit (CLALG), est un avancement quelque peu timide. La Commission Bird de 1968 avait suggéré la décriminalisation de l’avortement dans ses recommandations, raison pour laquelle les militantes ont cru que cela aurait lieu rapidement. L’impatience et l’insatisfaction sont palpables dans les groupes féministes au cours des années suivantes. On tente de faire porter le chapeau aux lois fédérales, à la religion, puis au Parti québécois dès le milieu des années 1970.
En effet, en 1974, le jury de la Cour d’appel du Québec met fin aux poursuites entamées contre le docteur Henry Morgentaler, militant d’origine polonaise ayant mis en place des cliniques d’avortements clandestins à Montréal. Il fut le premier à introduire la technique par aspiration au Canada, une méthode beaucoup plus sécuritaire. La Cour délaissa également les charges portées envers d’autres médecins accusés d’avoir collaboré avec lui. Les actions du docteur Morgentaler, combinées à la lutte de la Coalition pour le droit à l’avortement, ont été considérables dans la légalisation de la pratique. Ce procès particulier fut grandement soutenu par le Front commun pour l'abrogation des lois sur l'avortement qui, en 1973, convoqua une assemblée dans le but de former un comité de défense pour Morgentaler.
En réaction aux évènements politiques et ayant la volonté de se mobiliser, les militantes montréalaises Carole Denis, Louise Julien, Danielle Fortin, Louise Vandelac, Claire Brassard et Hélène Beauchamp, du CLALG, forment la Coordination nationale pour l’avortement libre et gratuit, en 1978. Elles auront fait appel à d’autres réseaux féministes, tels que le Front de libération des femmes ainsi que le Centre des femmes, dans le but d’unir leurs forces. La même année, on estime que 75 % des avortements ont été pratiqués dans la clandestinité.

## Réalisations de la Coordination
Le Québec a été la province la plus opposée à l’avortement, entre 1970 et 1980. La majorité des dirigeants politiques, les instances religieuses et les fervents de la droite conservatrice font partie des opposants principaux pour l’accès à l’avortement des femmes. Néanmoins, en 1977, soit huit ans après la légalisation de l’avortement au Québec, le Conseil des ministres annonce la création de plusieurs cliniques de planification familiale, les cliniques Lazure, où il est possible de pratiquer des avortements. Il faut toutefois qu’elles respectent la loi fédérale autorisant la procédure à des fins thérapeutiques seulement, c’est-à-dire si la santé, physique ou mentale, ou la vie de la femme est en danger. Cette procédure nécessite l’approbation d’un minimum de trois médecins, membres du comité d’avortement thérapeutique de l’institution médicale où a lieu la procédure. La Coordination nationale revendiquera cette loi, qui restreint l’accès à l’avortement et qui met à risque d’emprisonnement les médecins étant prêts à tout pour aider les femmes.
La CNALG organisera une importante manifestation le 22 avril 1978, à Québec, exigeant la gratuité et le libre accès à l’avortement, en plus de congés payés et de garderies gratuites pour les nouvelles mères. Le Comité de lutte pour l'avortement, le Comité national de la condition féminine du Parti québécois, le Centre de documentation féministe ainsi que plusieurs autres regroupements à caractère féministe se sont déplacés dans les rues de la haute ville pour protester. Ce sont des épouses, des travailleuses, des mères qui ont pris la parole publiquement, ont manifesté et ont participé aux projets de façon bénévole et anonyme, dans le but de mettre fin aux injustices systémiques auxquelles elles étaient confrontées.

Deux ans plus tard, la Coordination nationale publie un rapport réalisé par plusieurs dizaines de femmes au Québec: «L'avortement : la résistance tranquille du pouvoir hospitalier». Il dévoile la dysfonction des cliniques Lazure et démontre qu’elles ne sont pas l’issue du problème. Les mesures incitatives, principalement financières, n’ont pas permis l’instauration d’un système d’avortement convenable. En Mauricie, dans les Laurentides-Lanaudière, en Outaouais et sur la Rive-Sud de Québec, il n’était pas possible d’avoir recours à la procédure. De plus, bien que six hôpitaux sur 14 aient connu une augmentation du nombre d’avortements pratiqués, les avortements tardifs sont en décroissance, voire presque absents. La rigidité des critères a mené les femmes vers les avortements illégaux, notamment dans les centres locaux de services communautaires ainsi que dans les centres de santé des femmes. Aussi, le rapport offre des statistiques détaillées en fonction des régions, en plus d'informer les lecteurs sur les différentes méthodes d’avortement possibles. Il met en lumière les tactiques de dissuasion des professionnels de la santé, ainsi que des témoignages de femmes ayant vécu le processus. Après avoir subi un avortement dans la clinique de l’Hôpital général de Montréal, une patiente s’est confiée à la Coordination. 
J’entends quelqu’un me parler, je reconnais la voix d’une infirmière qui avait été gentille. - Ça fait si mal que ça? me demande-t-elle. Là je sentis un mélange de peine et de colère monter. Je ne savais si c’était seulement mon vécu à moi que j’allais exprimer:
‘’Non ce n’est pas la douleur physique qui me met dans cet état. J’ai jamais été violée mais cela doit ressembler à ça. Sentir que tu [n'es] pas traitée comme un être humain mais comme un paquet de viande qu’on brutalise sans aucun ménagement, sans aucun respect. Je pensais que le médecin allait me défoncer. ‘’
Devant la force de frappe de cette enquête et la pression des féministes, le ministre Lazure accepte de recevoir la Coordination nationale pour discuter de la situation.

## Émergence de nouvelles associations
Au début des années 1980, la Coordination nationale laisse place à la Fédération du Québec pour le planning des naissances (FQPN), le Regroupement des centres de santé de femmes du Québec (RCSFQ) et le Comité de vigilance.
Puis, en 1985, plus d’une centaine de groupes syndicaux, d’intervenants sociaux et de groupes de femmes se réunissent pour former la Coalition québécoise pour le droit à l’avortement libre et gratuit (CQDALG), l’héritier de la Coordination nationale. Ses membres souhaitent être visibles politiquement et coopérer avec le reste du Canada, mais surtout représenter, sensibiliser et soutenir les citoyens ayant à cœur le droit à l’avortement libre et gratuit. Cet organisme à but non lucratif dénonce la passivité du gouvernement et le mouvement pro-vie qui prend de l’ampleur à l’été 1986, à la suite des poursuites menées contre deux CLSC.
Malgré la décriminalisation de l’avortement en 1988 au Canada, l’affaire Chantale Daigle de 1989 ébranle tout le Québec. L’ancien partenaire de Mme Daigle avait déposé une injonction à la Cour pour lui interdire d’avoir recours à un avortement. La Coalition rassemble alors plus d’une dizaine de milliers de manifestants pour l’appuyer dans son combat, qu’elle gagne, quelques mois plus tard. Ce verdict marque la fin des droits du fœtus et du père, jusque-là considérés comme les principaux obstacles au droit des femmes de disposer librement de leur corps. À la fin de l’année, la CQDALG, le RCSFQ et la FQPN militent pour empêcher la mise en place du projet de loi C-43 ayant pour but de recriminaliser l’avortement. Le plan du gouvernement Mulroney est rejeté par le Sénat en 1991.
En 1995, le ministère de la Santé et des Services sociaux publie un rapport sur les dispositions de planification des naissances. On peut y lire que les sphères communautaires, publiques et privées se doivent d’être complémentaires pour les services d’avortement, une vision autrefois avancée par la Coordination nationale. Face au principe de gratuité qui tarde à se concrétiser, l’Association pour l’accès à l’avortement entreprend des procédures judiciaires pour que les femmes ayant recours à des avortements en cliniques médicales bénéficient d’un remboursement des frais payés. Il faudra attendre 13 ans avant que l’avortement soit totalement gratuit, et encore plusieurs décennies avant que l’article sur l’avortement soit officiellement retiré du Code criminel.

### Source primaire
1. «BAnQ numérique» , sur numerique.banq.qc.ca (consulté le 30 octobre 2021)